# Alectra hildebrandtii
Alectra hildebrandtii är en snyltrotsväxtart som beskrevs av Eb. Fischer. Alectra hildebrandtii ingår i släktet Alectra och familjen snyltrotsväxter. Inga underarter finns listade i Catalogue of Life.